# جبابره
جبابره (به عربی: الجبابرة) یک شهرداری در الجزایر است که در استان البلیده واقع شده‌است. جبابره ۲٬۴۴۴ نفر جمعیت دارد.